# Fahiria
Fahiria ist ein osttimoresischer Suco im Verwaltungsamt Aileu (Gemeinde Aileu).

## Geographie

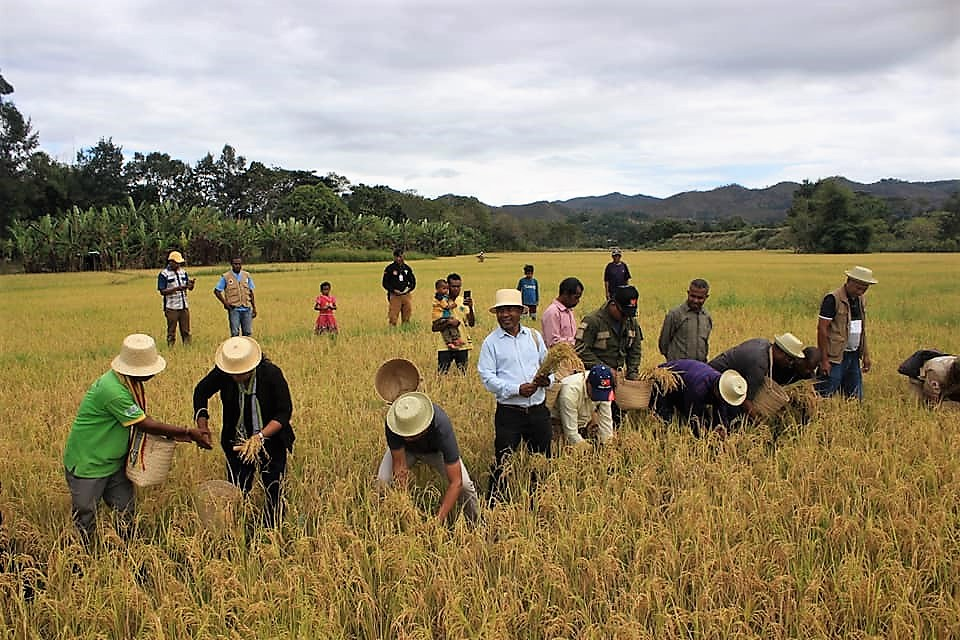
Feierlicher Beginn der Reisernte (2022)

Der Suco Fahiria liegt im Osten des Verwaltungsamts Aileu. Westlich liegen die Sucos Saboria, Aissirimou und Seloi Malere, südlich die Sucos Lausi und Bandudato und östlich das Verwaltungsamt Lequidoe mit den Sucos Acubilitoho, Namolesso, Manucassa und Fahisoi sowie das Verwaltungsamt Remexio mit seinen Sucos Maumeta und Fahisoi. Einem Teil der Grenze zu Saboria folgt der Fluss Huituco, der zusammen mit dem von Norden kommenden Berecali weiter westlich den Mumdonihun bildet, der die Grenze zu Aissirimou und Seloi Malere markiert. Wo der Mumdonihun im Südwesten Fahirias auf den Manolane trifft und zusammen mit ihm als Monofonihun weiter nach Osten fließt, dehnt sich Fahiria über die Flüsse aus und bildet am Westufer kleine Exklaven beiderseits des Manolane. Der Monofonihun markiert nun die Südgrenze zu Lausi. Alle Flüsse gehören zum System des Nördlichen Laclós. Fahiria hat eine Fläche von 33,03 km².
Der Suco teilt sich in die sechs Aldeias Daulala, Fahiria, Fatubuti, Manulete, Sarin und Sidole. Während jenseits des Mumdonihun die Gemeindehauptstadt Aileu Vila liegt, gibt es im Suco Fahiria nur wenige kleine Siedlungen. Am Südufer des Huituco liegt das Dorf Sidole, südlich davon Era Kalen und Eracolbere. Südlich des Zusammenflusses von Mumdonihun und Manolane befindet sich die Siedlung Mantane und östlich das Dorf Sarin. Die einzige Grundschule im Suco steht in Mantane. Nordöstlich von Era Kalen liegt der kleine See Leboluli. Im Osten und Norden liegen die Dörfer Manulete und Daulala.

## Einwohner

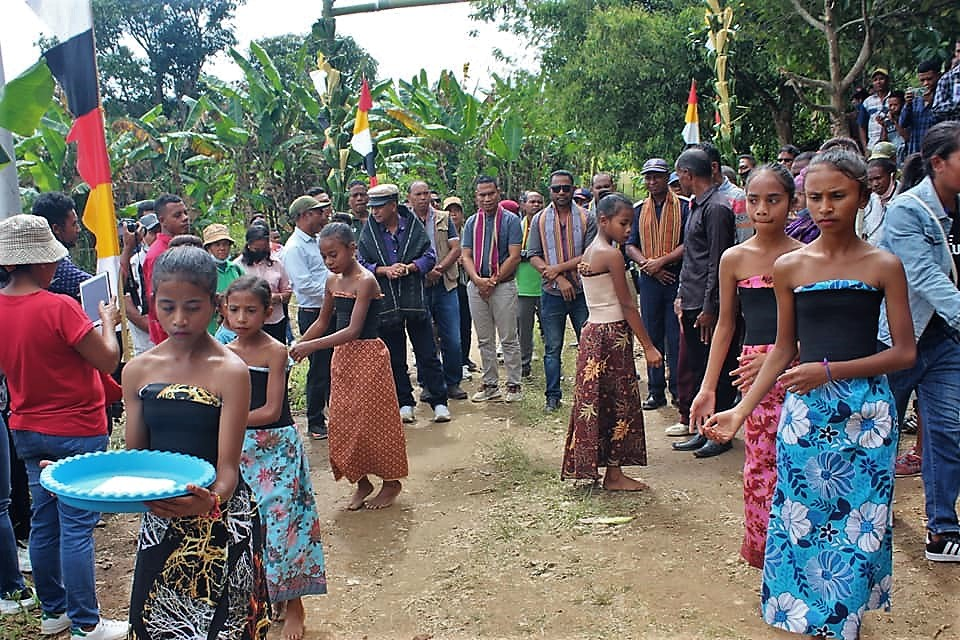
Mädchen in feierlicher Tracht

Im Suco leben 2.462 Einwohner (2022), davon sind 1.296 Männer und 1.166 Frauen. Im Suco gibt es 428 Haushalte. Über 66 % der Einwohner geben Tetum Prasa als ihre Muttersprache an. Über 31 % sprechen Mambai, kleine Minderheiten Bunak, Tetum Terik, Galoli oder Habun.

## Geschichte
Die Einwohner von Fahiria wurden am 4. September 1999, während der Operation Donner durch die AHI-Miliz zwangsweise in die Stadt Aileu verfrachtet. Die Häuser in Fahiria wurden niedergebrannt und das Vieh getötet.

## Politik

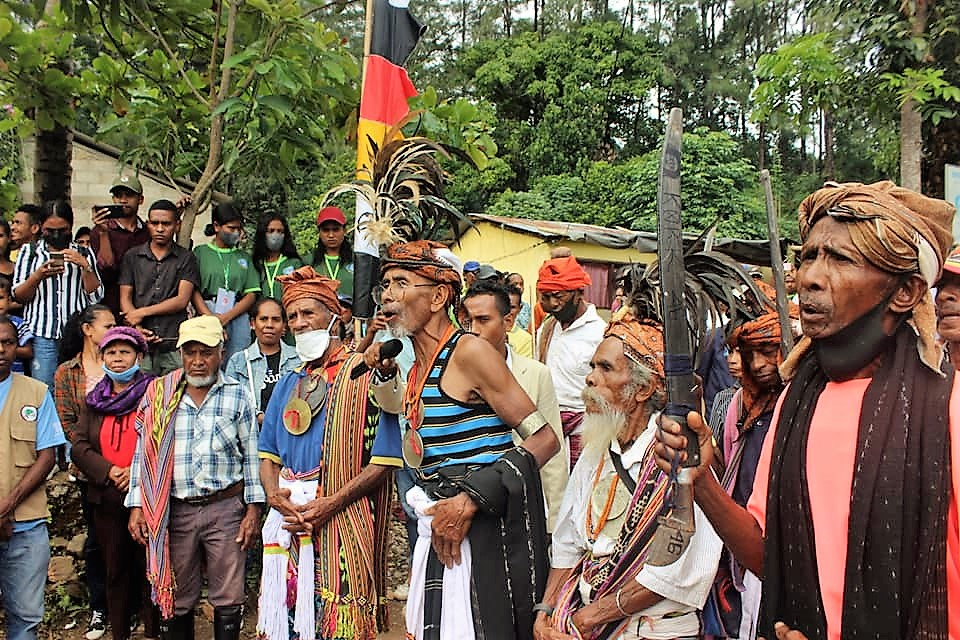
Würdenträger des Sucos

Bei den Wahlen von 2004/2005 wurde Luís Farias Araújo zum Chefe de Suco gewählt. Bei den Wahlen 2009 gewann Luís Naimau, 2016 Alberto Loutes und 2023 Basilio Sarmento.